# Église Saint-Jean-Baptiste de Franqueville
L'église Saint-Jean-Baptiste de Franqueville est une église située à Franqueville, en France.

## Localisation
L'église est située sur la commune de Franqueville (Aisne), dans le département de l'Aisne.

### Galerie

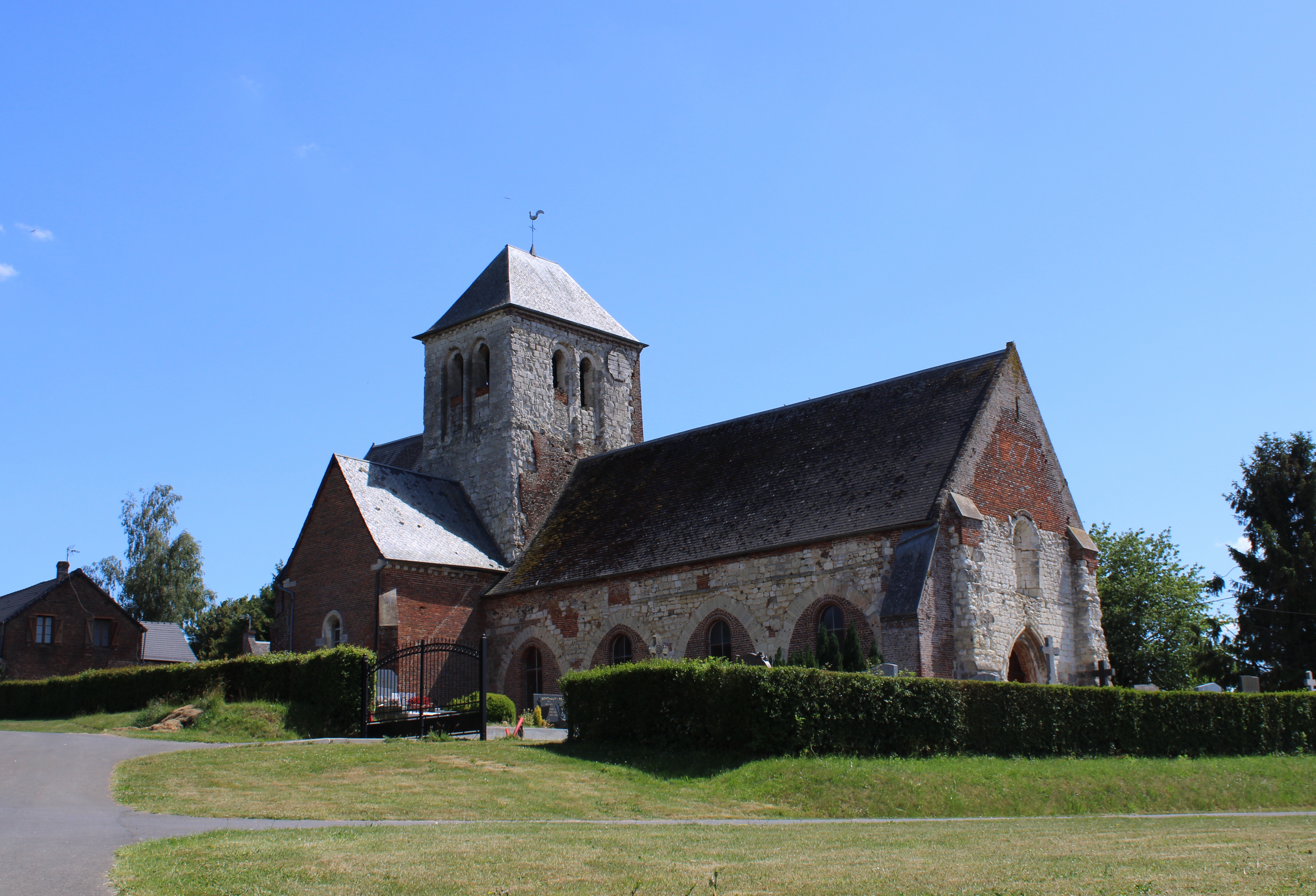
Vue latérale.
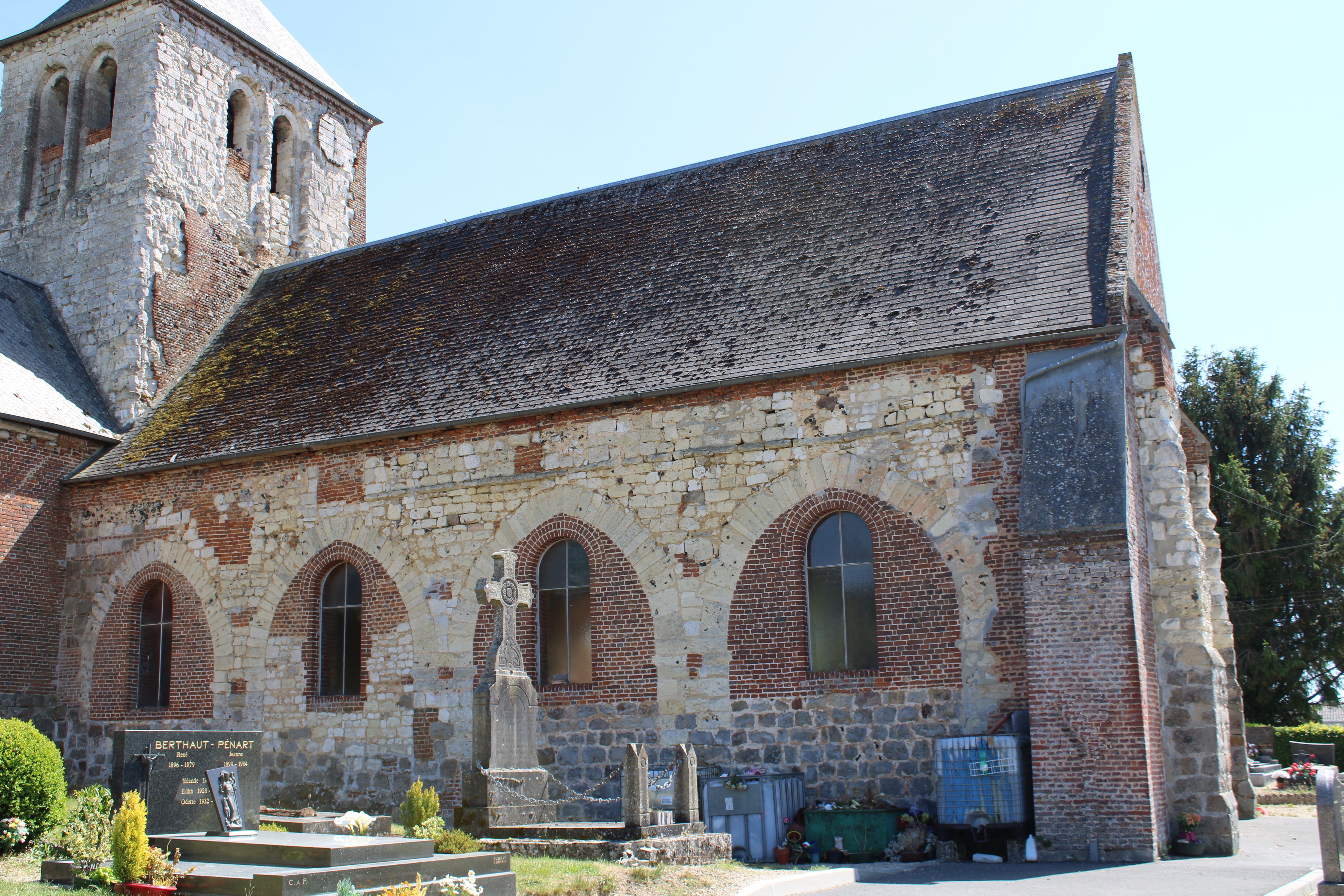
La nef de l'église, assises en grès, mur en pierre calcaire et nombreuses traces de remaniements en briques.
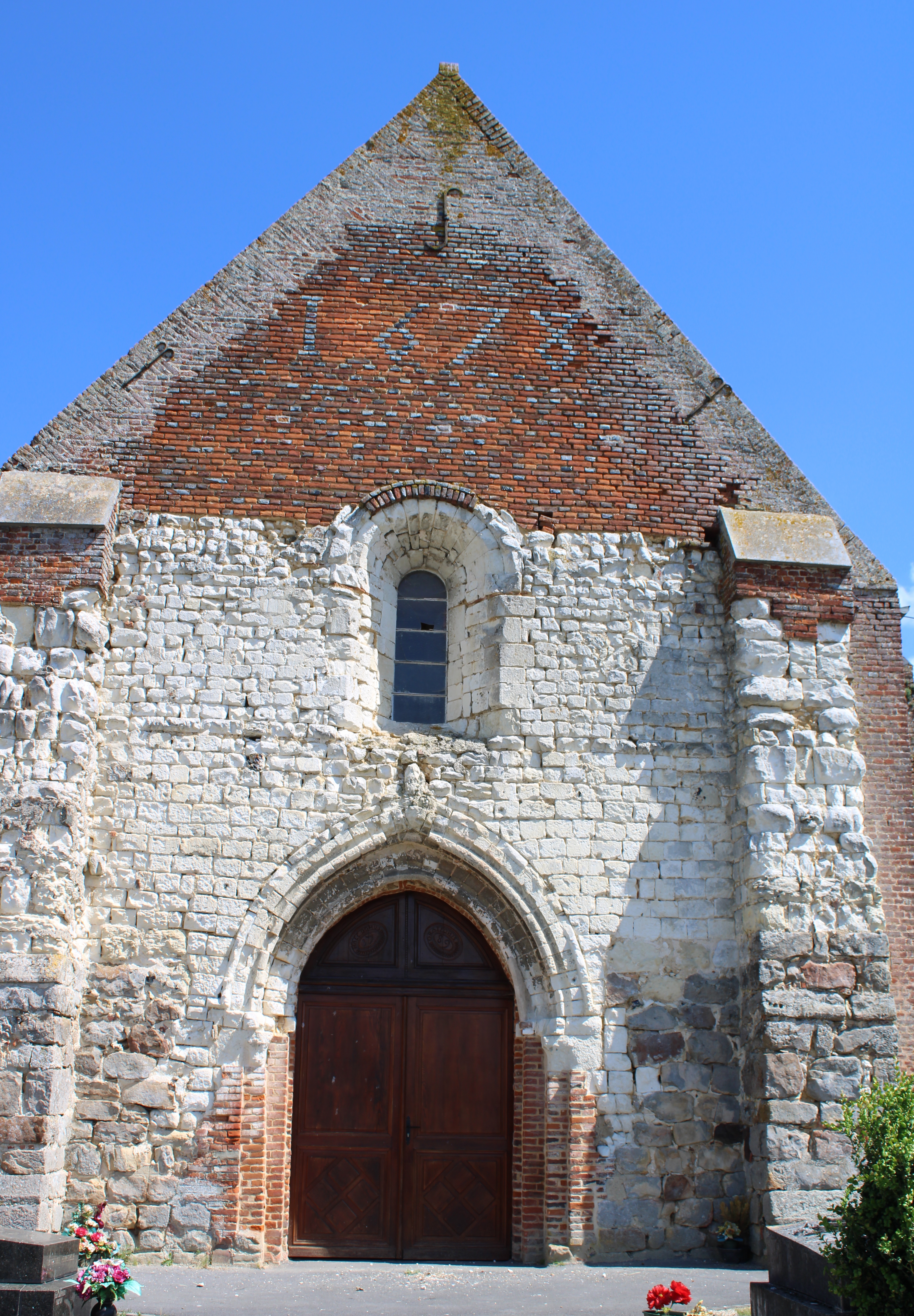
Façade de  l'église avec l'inscription "1678".
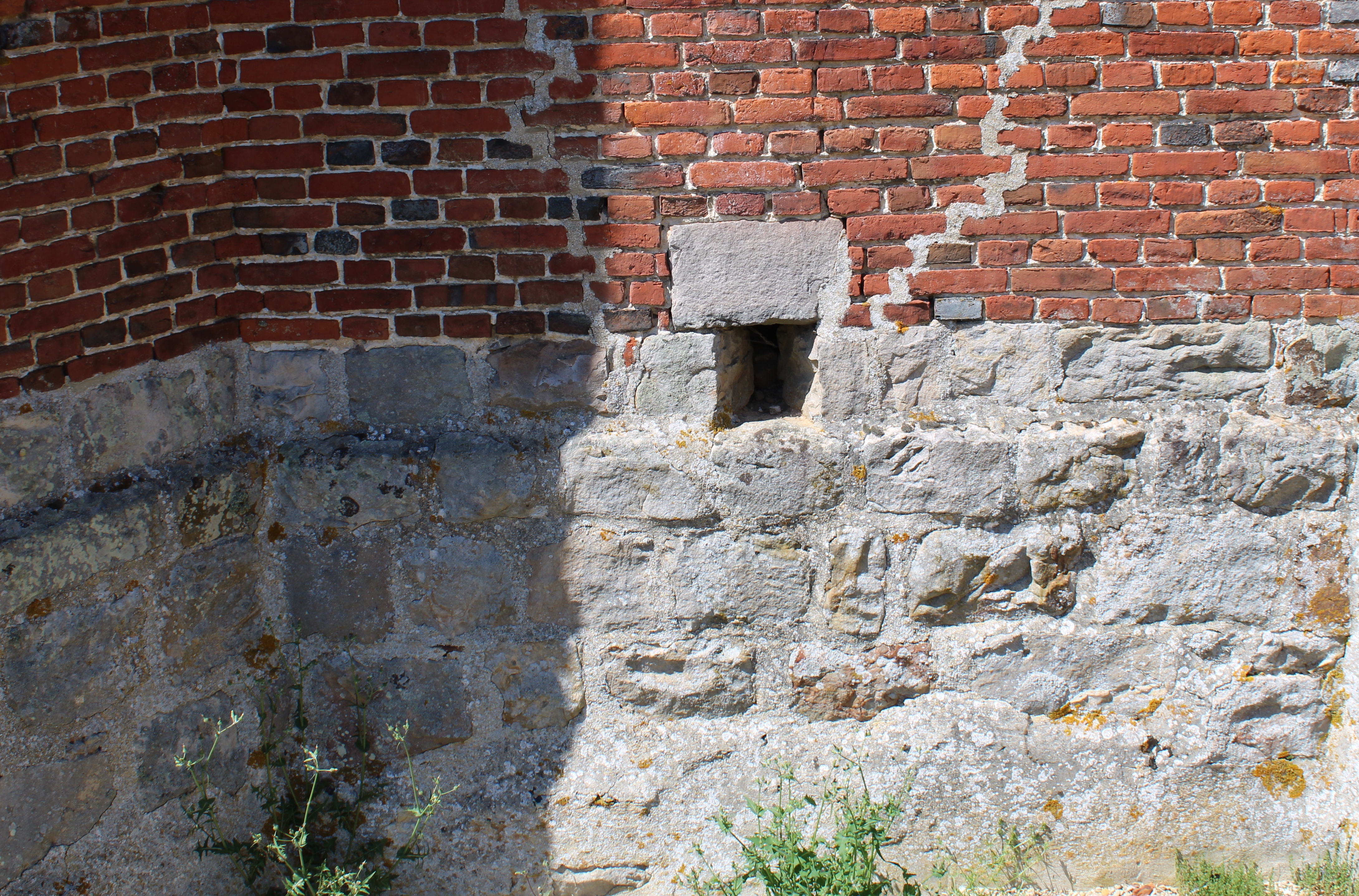
Meurtrière à hauteur d'homme.
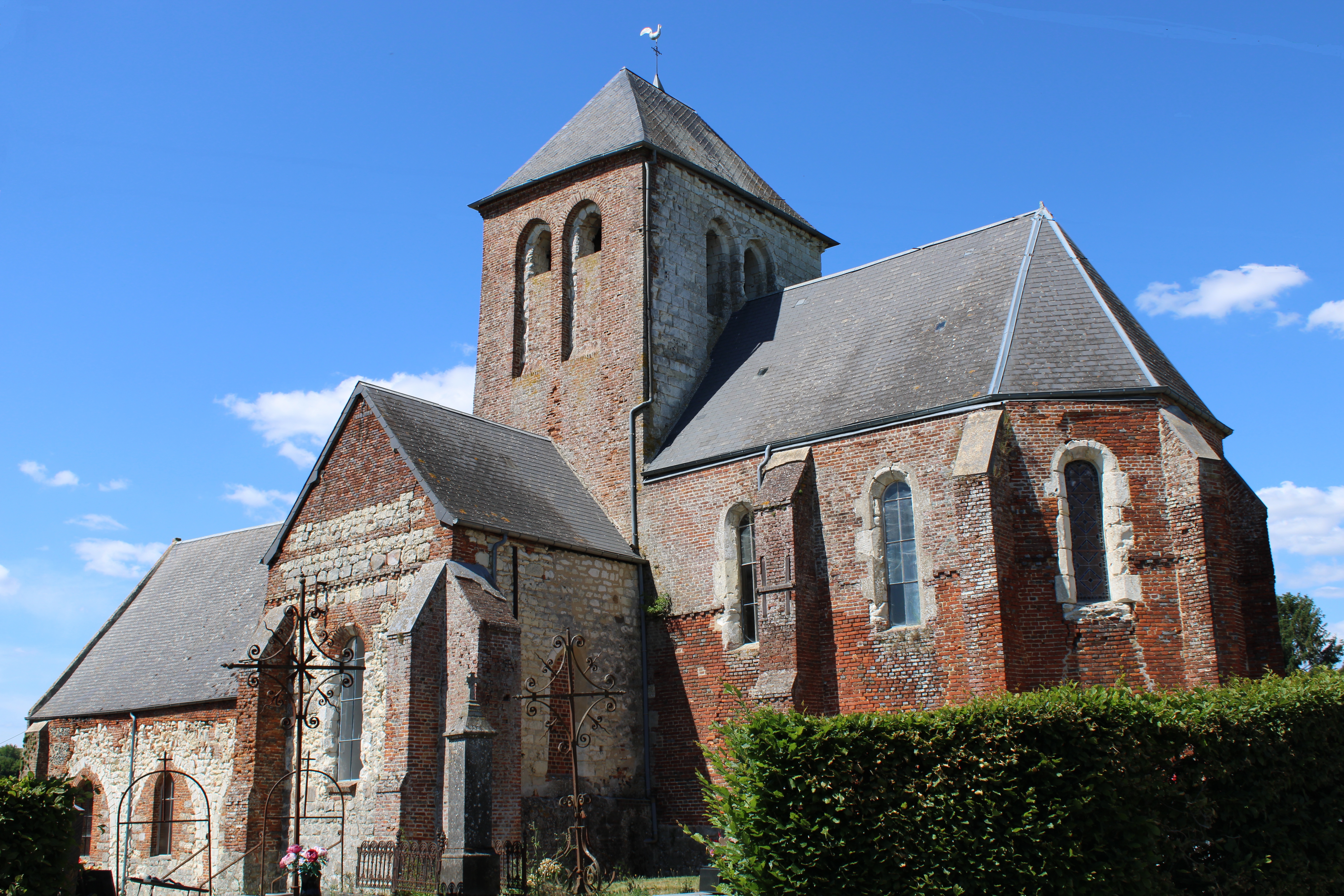
Vue du clocher au-dessus du transept et du chœur de l'église.
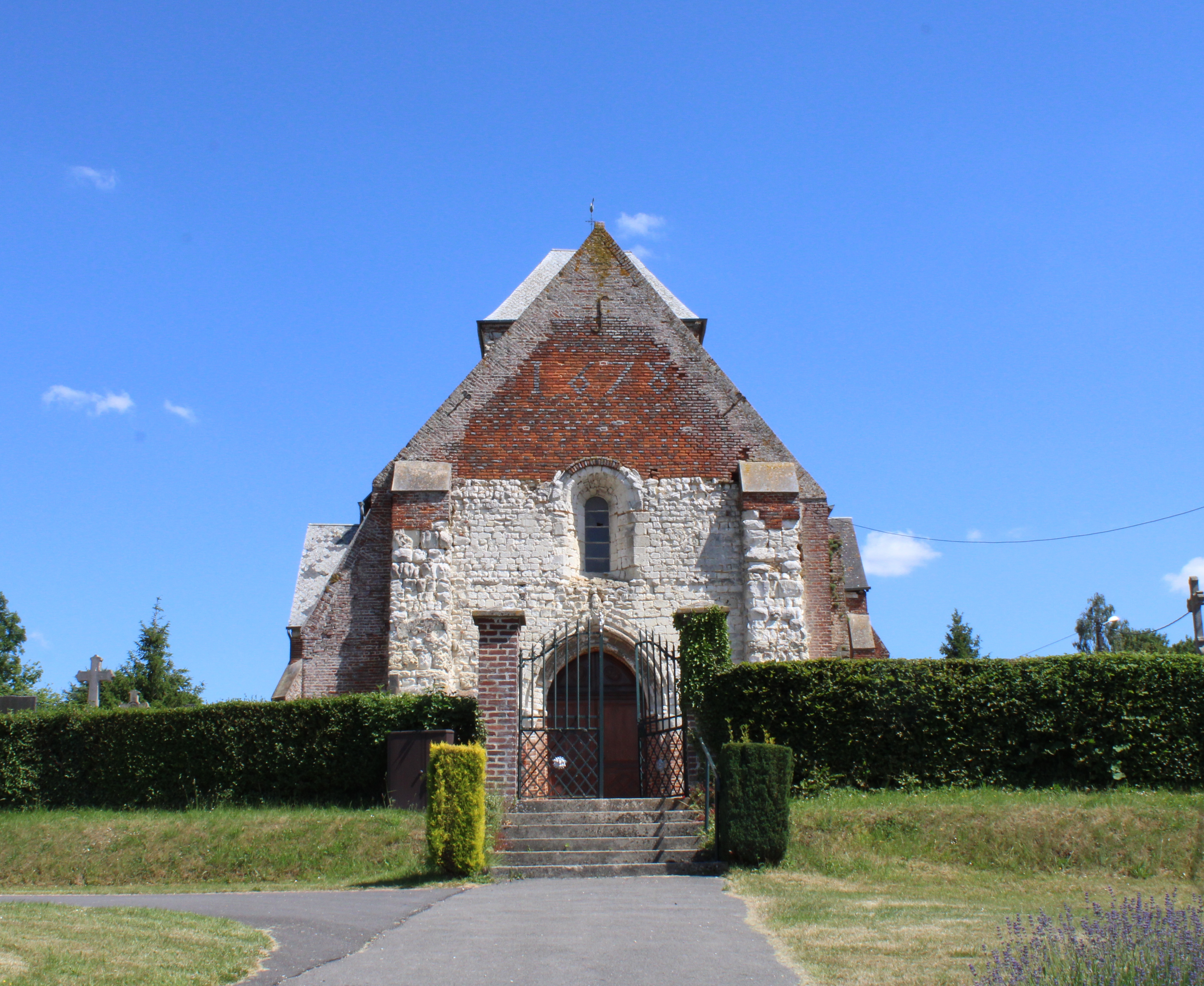
Façade de l'église en pierre calcaire et brique.